# 安琦轩
安琦轩（2000年12月3日—），新疆维吾尔自治区昌吉回族自治州人，中国射箭运动员。
安琦轩年少时在昌吉回族自治州业余体校练习射箭，2017年进入国家队，2018年获得全国射箭冠军赛女子个人赛冠军。

## 主要成绩
2023年4月-5月的射箭世界杯，她在安塔利亚站获得反曲弓女子个人比赛铜牌，女子团体比赛银牌。在上海站反曲弓女子团体第三。在2023年6月射箭亚洲杯新加坡站获得反曲弓个人金牌。
2023年9月，获得2022年亚洲运动会射箭比赛反曲弓女子团体亚军。
2024年，获得射箭世界杯上海站和韩国站获得反曲弓女子团体冠军。随后获得参加2024年巴黎奥运会资格，成为昌吉州历史上首位参加奥运会的运动员。